# La Veu de l'Empordà
La Veu de l'Empordà (La Veu del Ampurdá a la primera època), va ser un diari catalanista i catòlic publicat a Figueres entre 1900 i 1936.

## Història
L'any 1900 apareix el primer número del periòdic figuerenc català amb una trajectòria més llarga, La Veu del Ampurdá, amb el subtítol Setmanari portaveu del “Centre Catalanista de Figueres”. Tot i això, a partir del número 28 del setmanari, el subtítol canvia a Setmanari catalanista; a partir del número 53 es transforma a Quinzenari catalanista; la capçalera canvia a Periódich catalanista a partir del número 64 fins que, finalment i degut al procés de normativització de la llengua catalana, passa a anomenar-se La Veu de l'Empordà i suprimeix tota mena de subtítols.
Així doncs, aquesta publicació es divideix en dues èpoques: la primera comença el 7 de gener de 1900 fins al 9 de juliol de 1908 i comprèn un total de 219 números; mentre que la segona època comença a principis de l'any 1909 fins al seu tancament el 18 de juliol de 1936, amb l'esclat de la Guerra Civil, amb un total de 1658 números.
La Veu de l'Empordà va ser fundat poc després de la visita a Figueres de l'Orfeó Català i el seu principal impulsor va ser Joan Mallol, definit com “l'únic defensor, a Figueres, de la vertadera doctrina catalanista”. D'aquesta manera, el periòdic segueix els principis inspirats en el projecte d'autonomia recollit a les Bases de Manresa, l'any 1892 i es converteix en l'òrgan local del catalanisme conservador. Així mateix, reivindica la catalanitat de l'Empordà i lluita contra el centralisme de Madrid.
Després de Mallol, Calixto, conegut com a Hermano Andrés, va agafar-ne el relleu seguint la mateixa ideologia i apropant-se a la Lliga Regionalista. Altres noms de directors i/o fundadors del periòdic, tot i que no se sap amb certesa, són Bonaventura Martí Vila i Manuel Malé.
Amb la segona època del periòdic, també canvia de propietaris, ja que és venut a una important família de Vilafant, els Macià. El pare de família ja tenia experiència prèvia amb el periodisme, perquè havia participat en Semanario de Figueras (1886) i, posteriorment, havia dirigit l'integrista catòlic Diario de Cataluña a Barcelona (1888-1891). Aquesta segona època s'estrena amb mossèn Marià de Macià Llavanera, que pren el relleu de director literari i l'ajuden els seus germans, també capellans, Lluís Maria i Josep Maria.
En el primer editorial d'aquesta segona època es reafirma el seu catalanisme i dona suport a Solidaritat Catalana. El seu objectiu és convertir-se en el “portaveu del moviment nacionalista empordanès que vol fer patria cristiana i catalana”. Així doncs, podem veure ja els tres grans pilars que marcaran la ideologia del periòdic: catolicisme, catalanisme i conservadorisme. Amb aquesta orientació, la publicació setmanal repassa fets locals, estatals i, fins i tot, europeus, des de la Setmana Tràgica (1909), la manca de notícies sobre la Guerra del Marroc i d'altres esdeveniments polítics del primer quart del segle xx.
La ciutat de Figueres, a voltants de 1909 era una ciutat on dominava el republicanisme federal com a ideologia i, per tant, La Veu de l'Empordà s'havia d'encarregar d'estendre el catalanisme conservador. De la mateixa manera també es pretén combatre el protestantisme creixent de la ciutat. Això comporta una gran rivalitat amb Empordà Federal, un setmanari republicà federal nacionalista. Les polèmiques entre periòdics són tan nombroses que, fins i tot, tenen un espai propi dins la publicació que porta per títol Comunicat.
Amb els canvis que es produeixen de 1917 a 1923, La Veu de l'Empordà es reafirma en certs aspectes: amb l'aparició del pistolerisme, rebutgen l'enfortiment del moviment obrer; també rebutgen el sistema polític de la Restauració borbònica i defensen un model polític amb el reconeixement de les nacionalitats que conformen l'Estat espanyol; rebutgen la Guerra del Marroc per la mala gestió del recursos.
El periòdic dona suport al nou règim que es forma a partir de 1923, amb el cop d'estat de Primo de Rivera. Tot i això, alguns textos de la publicació són censurats.
A partir de 1931, aposten per la República i també per votar l'Estatut de Núria. Tot i això, a l'agost de 1933, després que s'apliquessin una sèrie de lleis laiques de la República, el periòdic assegura a l'editorial que la República s'estava convertint en una dictadura similar a la de Primo de Rivera.
El 18 de juliol de 1936 va sortir l'últim número del periòdic. Poques hores després la publicació va quedar suspesa “per confiscació del Comitè antifeixista arran dels fets de juliol de 1936”. Mossèn Lluís Maria de Macià, propietari i director de La Veu, juntament amb els redactors mossèn Agustí Burgas, mossèn Salvador Clotas i l'arxiprest doctor Aroles, van ser detinguts i conduïts al castell de Sant Ferran on, posteriorment, van ser afusellats.

## Edició i comercialització
Les dades sobre el tiratge de la publicació són diverses, ja que depèn de l'any:
- 700 exemplars (referit al febrer de l'any 1920)
- 1.000 exemplars (referit al febrer de 1927)
- 1.000 exemplars (referit a l'any 1933)

Segons l'arxiu patrimonial dels Macià, es conserva un llibre de subscripcions de l'any 1909 on es recullen les ressenyes d'uns 300 subscriptors de Figueres i pobles del voltant.
Pel que fa a la composició de la publicació durant la primera època, constava de 4 pàgines a 3 columnes. Durant la segona època, però, hi va haver canvis. El 1909, la publicació seguia tenint el mateix nombre de pàgines, pero el nombre de columnes era de 2 o 4. de 1910 a 1913, hi havia 6 pàgines a 2 o 4 columnes. De 1914 a 1920 es va ampliar el nombre de pàgines a 8 i el nombre de columnes eren 4. Per acabar, de 1920 fins a la desaparició de la publicació setmanal, les pàgines variaven de 8 a 12 i les columnes eren 3 o 4.
Durant la primera època, el preu d'una sola publicació era de 10 cèntims, mentre que la subscripció trimestral a Figueres valia 1 pesseta i a l'estranger, 1,50 pessetes.
Pel que fa a la segona època de la publicació setmanal, el preu es va mantenir a 10 cèntims per número fins a l'any 1919, que va augmentar a 15 cèntims i, posteriorment al juliol de 1936, el preu era de 20 cèntims per setmanari. Pel que fa a la subscripció trimestral durant la segona època de la publicació figuerenca, es va mantenir igual fins a 1918, moment en què el preu de subscripció a l'estranger augmenta a 2,50 pessetes, i a la ciutat de Figueres també s'encareix el preu a 1,25 pessetes per trimestre.

### Seccions
Els anuncis es concentren a la contraportada, tot i que també n'hi ha a la primera i tercera pàgina. A mesura que s'amplien el nombre de pàgines del setmanari, també augmenta la quantitat d'anuncis i publicitat proporcionalment. El tipus de publicitat del setmanari són anuncis de la ciutat de Figueres i de Lladó. La publicació, a més, s'imprimia en blanc i negre i no tenia cap mena de caricatures.
Les seccions de La Veu de l'Empordà no són fixes, però si que podem distingir-ne tres grans àmbits: l'editorial i els articles d'opinió sobre política, que normalment ocupaven la portada; les pàgines interiors es dedicaven cròniques locals i de la societat de la ciutat empordanesa, així com l'actualitat esportiva; i la informació de serveis, que és molt variada.
A partir de 1910 apareix una secció literària on es reproduïen poemes i diversos fragments literaris.

### Edicions especials
La gran majoria de les edicions especials i suplements de La Veu de l'Empordà tenen un caire religiós, cosa que deixa veure la seva orientació catòlica.
- 22 de gener de 1910 s'inclou un quadernet titulat Homenaje de las Sociedades Económica Ampurdanesa de Amigos del País y Lliga d'Acció Social y del periódico “La Veu de l'Empordà” al General Gobernador y Defensor de Gerona héroe inmortal del sitio del 1809 D. Mariano Alvarez de Castro fallecido en el Castillo de S. Fernando de esta ciudad en 22 de enero de 1810. Té una extensió de 16 pàgines i inclou textos de José Callis, Rosendo Cifredo Muñoz, Javier Fages de Climent, Ramon Bassols, Teodoro Baro, Rosendo Fortunet Busquets, Xavier Hispanus, Jesús de Mijares, Joan Torrent, F. Bosch Armet, Agustí Burgas, Carlos Alegret i Josep Mª de Macià; i també inclou poemes d'Enriqueta Paler i Trullol, Rafel Carandell Paretas i Francesc Gay.
- 17 de juliol de 1909, s'inclou un suplement d'una cara de full titulat Document curiós. Lletra del antich contrapàs Llarch ó Divino, corretgida i arreglada a l'usatge ampurdanés per En Gregori Artitzà, ab l'ajuda del entés contrapassista En Joseph Giral, abdós de Capmany, Alt Ampurdà.
- 19 de març de 1910, dediquen el número a Solemnes cultos que en la Iglesia Parroquial de Figueras se tributarán a Jesús Sacramentado en las Cuarenta Horas de semana Santa de 1910. És un suplement de quatre pàgines i amb un paper de més qualitat que el que s'usava normalment.
- 4 de juny de 1910 (núm. 294) està dedicat a EL CANIGO en espectacle. El número té 4 pàgines i un paper de qualitat superior.
- Full sense data (presumptament de 1910) titulat Festa de beneficiencia organisada per la Junta de Protecció a l'infancia i d'extinció de la mendicitat.
- 8 d'abril de 1911, hi ha un suplement de 4 pàgines que porta per títol Solemnes Cultos que en la Iglesia parroquial de Figueras se tributarán a Jesús Sacramentado.
- 11 d'octubre de 1913 (núm. 469) es dedica un suplement de 2 pàgines a Homenatge al Ilm. i Rdm. Sr. Bisbe de Girona. D. Francisco de Pol i Baralt.
- 24 de gener de 1914 (núm. 484) inclou un prospecte informatiu de 4 pàgines de Novetats de la moderna Farmacia Cusi.
- 14 de febrer de 1914 (núm. 487) inclou un fulletó titulat Macia Hermanos. La Veu del Ampurda. Forn baix, 5. Figueres, que conté publicitat de llibres editats per ells.
- 6 de març de 1914. Es tracta d'un número especial dedicat a la Campanya electoral vers el triomf de la Candidatura de Don Lluis Puig de la Bellcasa.
- 7 de març de 1914. Es tracta de la continuació del número anterior amb la resta de les seccions habituals del periòdic. Com veiem, aquests dos últims números desglossen la publicació en dos dies diferents i consten de 4 pàgines cada un.
- 4 d'abril de 1914. És un número dedicat a Setmana Santa. Solemnos Cultos que en la Iglesia Parroquial de Figueras se tributarán a Jesús Sacramentado en las Cuarenta Horas del presente año 1914. Quatre de les vuit pàgines totals del número estan dedicades a la Setmana Santa i impreses en paper de més qualitat.
- 12 de setembre de 1914 (núm. 518) inclou un prospecte informatiu de la llibreria de La Veu de l'Empordà amb recomanacions literàries.
- 20 d'octubre de 1928 inclou un full d'una sola cara amb una relació de valors que porta per títol Banco de Credito Ampurdanés, S.A. Figueras. Precio liquido a que negociamos los cupones vencimiento 1º octubre 1928.
- 9 de novembre de 1932 (núm. 1465) el suplement està dedicat a Candidatura Catalanista de Pacificació social i té quatre pàgines. També inclou un fulletó titulat Eleccions per al Parlament Català. Manifest de la Lliga Regionalista als electors de Catalunya, de dues pàgines.
- 12 de novembre de 1932 (núm. 1466) el suplement està dedicat a Esquerres, no!! I té quatre pàgines. També inclou un fulletó d'una pàgina titulat La Lliga Regionalista de l'opinió.
- 22 d'abril de 1933 (núm. 839) porta un suplement amb títol En homenatge al Doctor Ernest Vila Moreno.
- 30 de març de 1935, s'inclou un sol full titulat Davant la situació política actual. Text taquigràfic del discurs pronunciat per Francesc Cambó a la sessió de clausura de la II Assemblea general de Lliga Catalana.
- 11 de febrer de 1936 (núm. 1635) té 4 pàgines i està dedicat a A cinc dies de la victoria. El gran pacte de dijous al Teatre El Jardí.

## Plantilla
La redacció estava formada per un gran nombre de col·laboradors que eren gran propietaris, religiosos o industrials de la zona i, alhora, n'eren subscriptors.
Durant la primera època de la publicació, alguns dels col·laboradors habituals van ser: Gregori Artizà, Joseph Malagarriga, J. Palahí.
Pel que fa a la segona època, destaquen: Salvador Clotas, Amadeo Llaverías, Narcís Vila Moreno, Lluís Massot Balagué, Gregori Artizà, Javier Fages de Climent, Joan Torrent, Antón Busquets Punset, Joan Bordas, Pere Vayreda Olivas, Arnal de Mirabell, Eugeni Arolas, Josep Sans Ferré, Josep Esteve Casadevall, Miquel Dausà, Josep Escarrà Andreu (també anomenat “El Pepitu de La Veu”), Josep Puig Pujades, mossèn Rossend Fortunet (encarregat de les seccions artístiques i musicals)...
A la secció d'esports: Rodix (Pere Teixidor Elies), Clar (Joan Coll), Amadeu Llaveries (escrivia articles sobre temàtica esportiva, però també crítiques de llibre) Pertinax i Joan Romans Riera.
La part literària, dirigida per Mossèn Salicrú i el poeta Joaquim Moner, també està formada per prossistes com J. Albert Galter, Lluís Massot Balaguer, Mossen Gàbana, Joaquim Gironella, Àngel Trèmols o Delfí Dalmau, entre d'altres. Mentre que a la secció de poesia destaquen Enriqueta Paler i Trullol, Joaquim Moner, Teodoro Baró, Llorenç Vives, Joaquim Vilar, Francesc Gay, Jaume Maurici, Joan Mínguez, Arnau de Rocacorba (pseudònim d'Alfons Puig Pou), Ignasi Iglésies, Carles Fages de Climent.
També hi ha col·laboracions des de l'estranger: Lluís G. Amant escriu la secció “Del Perú estant” des de Lima, Amadeu Llaverias ho fa des de la ciutat comtal amb “De Barcelona estant” i l'escriptor Joan Mínguez també escriu des de Barcelona a la secció “Cròniques extravagants”. El 1922 Roderic escriu “d'Hondures estant”, el missioner Ramon Serra l'any 1931 ho fa a la secció “De la Xina estant” i l'arquitecte Joan Bordas fa el mateix amb “Jornades d'Itàlia”.
Durant la primera època de La Veu del Ampurdá, els directors van ser Joan Mallol, Calixto (Hermano Andrés), Manuel Malé i Bonaventura Martí Vila. Durant la segona època, els directors van ser Mossèn Marià de Macià i Llavanera (des de gener fins al 17 d'octubre de 1909), Josep Maria de Macià i Llavanera (des d'octubre de 1909 fins al 12 de març de 1910), mossèn Lluís Maria de Macià i Llavanera n'és el director literari, juntament amb Josep Maria de Macià i d'Espona (des de març de 1910 fins a desembre de 1912).
Redactors en cap
- Josep Escarrà Andreu (1929-1931)
- Manuel Malé Bech (1927-1933)
- Àngel Trèmols Pell (1933-1935)
- Lluís Macià i Llavanera (1935-1936)
- Rafel Carandell Paretas (no es pot determinar amb exactitud)